# Софія Олесницька-Ґуґлевич
Софія Ґуґлевич, у шлюбі Олесницька-Ґуґлевич (нар. 24 грудня 1893, Золоте Більче, Королівство Галичини та Володимирії — пом. 6 листопада 1982, Ньюарк, США) — українська громадська діячка, активістка українською жіночого руху в Галичині та діаспорі. Голова Союзу Українок з 1929 до 1933 року.

## Життєпис
Народилася 24 грудня 1893 року в селі Золоте Блільче, в сім'ї священика. Виросла у селі Угринь, де батько був парохом. Закінчила народну школу в Тернополі, та пансіон сестер служебниць. 
Після пансіону побралася з банкіром Федором Олесницьким. Згодом з чоловіком виїхала до Берліна, де він закінчував банківські студії. Через півтора року повернулася в Україну.
Софія Олесницька була членкинею «Товариства українських жінок» у Станіславові, яке згодом стало філією «Союзу Українок», яку вона очолювала з 1929 до 1933 року.
У 1934 році була учасницею Українського жіночого конґресу, що відбувсяу Станиславові.
Разом з сім'єю у 1944 році Олесницька-Ґуґлевич виїхала до табору переміщених осіб у Зальцбурзі, Австрія. Згодом сім'я переїхала у США, де замешкала в місті Ньюарк. На еміґрації брала участь у житті української діаспори та українському жіночому русі.
З 1954 року членкиня «Товариства Прихильників Державного Центру Української Народної Республіки».
Померла 6 листопада 1982 року в місті Ньюарк, Нью-Джерсі, США.

## Сім'я
Чоловік: Федір Олесницький (1884 — 1960) — голова банкового акціонового підприємства «Земельний Банк Гіпотечний» в Станиславові (1922); співвласником фабрики солодощів «Льокарно».
Сини: Богдан, Остап, Юрій та Ігор.